# 蟲紋底尾鱈
蟲紋底尾鱈，為輻鰭魚綱鱈形目鼠尾鱈科的其中一種。分布於中西太平洋海域，屬深海魚類，深度在796公尺。

## 扩展阅读
維基物種上的相關：蟲紋底尾鱈